# Hit Radio FFH
Hit Radio FFH (FFH : Funk und Fernsehen Hessen) est une radio privée allemande du Land de la Hesse.

## Histoire
Radio FFH est fondé le 15 mars 1988 par 35 éditeurs de journaux, après la déreglémentation de la radio dans le Land par le ministre-président Walter Wallmann. La première domiciliation de la radio est l'ancienne usine Tipp-Ex à Rödelheim, quartier de Francfort-sur-le-Main.
Le 6 novembre 1989, la station est la première privée de Hesse à recevoir une licence de radiodiffusion. Avant cette licence, les éditeurs ont investi plusieurs millions de marks dans les installations et embauchent 55 personnes. L'émission commence le 15 novembre 1989, à 4h55 avec des messages prononcés par Uwe Hackbarth pour la première émission Guten Morgen Hessen!, le premier morceau de musique est Flying through the air d'Oliver Onions (it).
Le 15 avril 1992, deux nouvelles fréquences (au Großer Feldberg et au Hoher Meißner (de)) sont mises en fonctionnement. En mai 1992, la station emploie un hélicoptère pour envoyer des rapports sur la situation du trafic. En septembre 1993, elle utilise aussi un dirigeable avec des fins promotionnelles. En 1993, elle est diffusée dans les six régions de Hesse.
Le 25 avril 1995, FFH change d'image. Elle s'appelle Hit Radio FFH. Elle émet par satellite en août 1995 et par Internet début 1996. Le 25 septembre 1995, le nombre de studios régionaux passent à six : Darmstadt (sud), Francfort (région de Rhein-Main), Fulda (est), Gießen (centre), Kassel (nord) et Wiesbaden. En juillet 1997, l'hélicoptère pour la circulation est remplacé par un avion. Depuis le 20 août 1997, toutes les chansons sont émises sous format numérique.

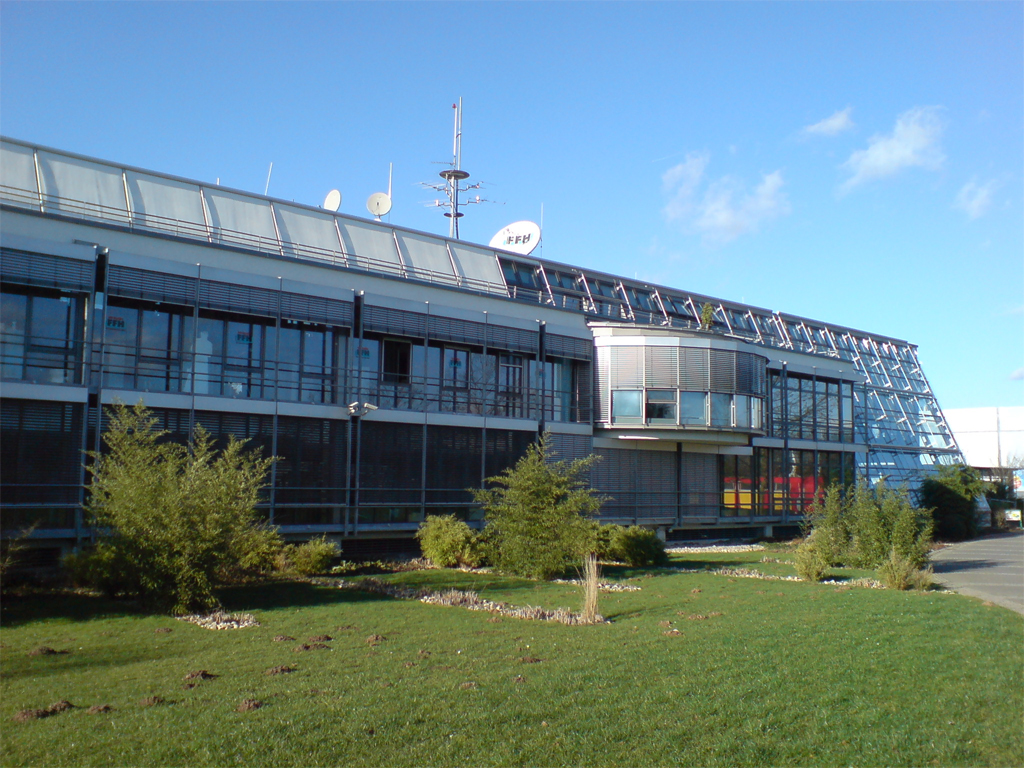
Les nouveaux locaux à Bad Vilbel

Le 29 mai 1998, la société décide de déménager dans un nouveau bâtiment à Bad Vilbel. La construction démarre en mars 2000 et se finit en juin 2001. Elle émet depuis ses nouveaux locaux le 24 juin. Le dernier titre diffusé à Francfort est Time to say goodbye d'Andrea Bocelli, le premier à Bad Vilbel Music de Madonna.
FFH est devenu un groupe avec la création de planet radio en avril 1997 et de harmony.fm en septembre 2003, d'un moindre développement dans le Land.

## Audience
Hit Radio FFH est la station de radio la plus écoutée en Hesse. D'après l'institut Media-Analyse (de), il y a 587 000 auditeurs par heure et 2,6 millions par jour. Sa principale concurrente hr3 a 386 000 auditeurs par heure et 2,16 millions par jour.
Par le nombre d'employés, FFH est la deuxième plus grande station de radio privée en Allemagne après Antenne Bayern. Par ailleurs, Hit Radio FFH est l'un des cinq membres fondateurs du consortium de radios Digital 5.

## Programme
FFH émet un programme pour chaque heure. Le programme se veut généraliste et propose quelques émissions spéciales. Une caractéristique particulière est le bulletin d'actualités cinq minutes avant l'heure pile. Un point météo et trafic est fait toutes les demi-heures.
La musique de FFH vise dans son ensemble un public adulte contemporain. Elle comprend des chansons des années 1980, 1990 et d'aujourd'hui.

### Source de la traduction
- (de) Cet article est partiellement ou en totalité issu de l’article de Wikipédia en allemand intitulé « Hit Radio FFH » (voir la liste des auteurs).